# أو أس أن نيوز
أو أس أن نيوز هي قناة فضائية على مدار 24 ساعة تقدم برامج إخبارية أمريكية حصرية من هيئة الإذاعة الوطنية وإم إس إن بي سي للمغتربين الأمريكيين، موجهة بشكل أساسي نحو الجمهور في الدول العربية. القناة متاحة على شبكة أوربت شوتايم في الشرق الأوسط وشمال إفريقيا.

## الخلفية
تقدم أو أس أن نيوز تغطية حية من شبكات الأخبار الأمريكية الكبرى وشبكات الأخبار الكندية مثل هيئة الإذاعة الوطنية وإم إس إن بي سي مثل هيئة الإذاعة الوطنية's Today ، وتتبعها برامج المجلات الإخبارية والأفلام الوثائقية والعروض المالية. كما يتم تقديم الأخبار العالمية، والأعمال التجارية، والتقنية والترفيهية والطقس من إم إس إن بي سي.
تبث أو أس أن نيوز عبر شبكة أوربت شوتايم، وهي خدمة تلفزيونية مدفوعة كبرى في الشرق الأوسط وشمال إفريقيا. في عام 2009 أطلقت إطلاق قناتين جديدتين، أوربت نيوز 2 و أوربت نيوز 3، تقدمان تغطية موسعة للأخبار الأمريكية من إم إس إن بي سي وهيئة الإذاعة الوطنية. أُوقف تشغيل هاتين الخدمتين خلال خريف 2010 في نفس الوقت الذي غيرت فيه القناة الرئيسية الأسماء من أوربت نيوز إلى أو أس أن نيوز.

## البرامج
| برنامج                              | شبكة البث الأصلية      |
| ----------------------------------- | ---------------------- |
| ايه بي سي وورلد نيوز تونايت         | هيئة الإذاعة الأمريكية |
| خط الليل                            | هيئة الإذاعة الأمريكية |
| أخبار العالم الآن                   | هيئة الإذاعة الأمريكية |
| أمريكا هذا الصباح                   | هيئة الإذاعة الأمريكية |
| ان بي سي نايتلي نيوز                | ان بي سي               |
| عرض اليوم                           | ان بي سي               |
| عرض عطلة نهاية الأسبوع اليوم        | ان بي سي               |
| في وقت مبكر اليوم                   | ان بي سي               |
| جو الصباح                           | إم إس إن بي سي         |
| تقارير إم إس إن بي سي               | إم إس إن بي سي         |
| إم تي بي ديلي                       | إم إس إن بي سي         |
| The Beat with Ari Melber            | إم إس إن بي سي         |
| كل ما في مع كريس هايز               | إم إس إن بي سي         |
| عرض راشيل مادو                      | إم إس إن بي سي         |
| الكلمة الأخيرة مع لورانس أودونيل    | إم إس إن بي سي         |
| الساعة الحادية عشر مع بريان ويليامز | إم إس إن بي سي         |

## الشعارات

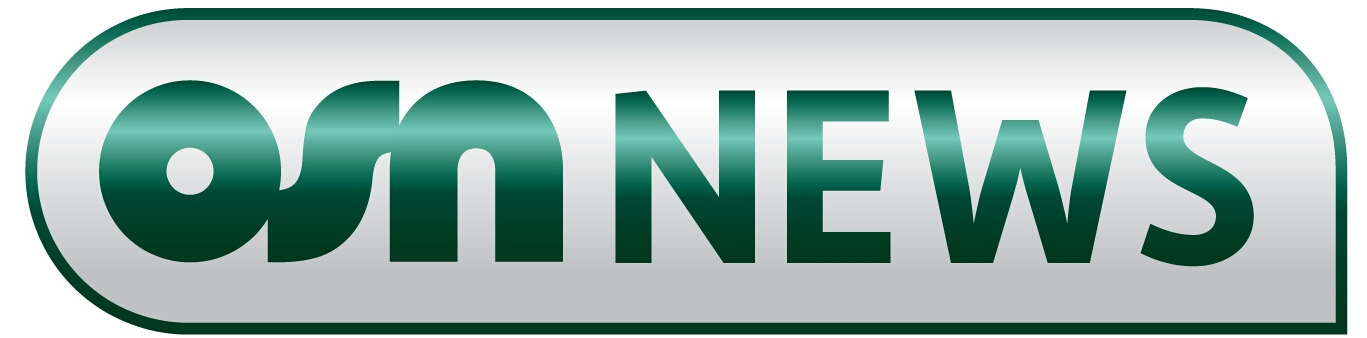
2013 - 2019